# Episodi di Happy Valley (seconda stagione)
La seconda stagione della serie televisiva Happy Valley, composta da 6 episodi, è andata in onda in prima visione nel Regno Unito su BBC One, dal 9 febbraio 2016 al 15 marzo 2016.
In Italia Netflix ha pubblicato per intero la stagione il 1º ottobre 2016.
Dal 4 agosto 2023 al 18 agosto 2023, la seconda stagione è stata riproposta dal canale Sky Investigation.
| nº | Titolo originale | Titolo italiano | Prima TV UK      | Pubblicazione Italia |
| -- | ---------------- | --------------- | ---------------- | -------------------- |
| 1  | Episode One      | Episodio 1      | 9 febbraio 2016  | 1º ottobre 2016      |
| 2  | Episode Two      | Episodio 2      | 16 febbraio 2016 | 1º ottobre 2016      |
| 3  | Episode Three    | Episodio 3      | 23 febbraio 2016 | 1º ottobre 2016      |
| 4  | Episode Four     | Episodio 4      | 1º marzo 2016    | 1º ottobre 2016      |
| 5  | Episode Five     | Episodio 5      | 8 marzo 2016     | 1º ottobre 2016      |
| 6  | Episode Six      | Episodio 6      | 15 marzo 2016    | 1º ottobre 2016      |